# Station Karangjati
Karangjati is een spoorwegstation in de Indonesische provincie Midden-Java.

## Bestemmingen
- Brantas: naar Station Tanah Abang en Station Madiun
- Matarmaja: naar Station Pasar Senen en Station Malang
- Senja Kediri : naar Station Pasar Senen en Station Kediri
- Banyubiru : naar Station Semarang Tawang en Station Walikukun